# Carlos Zárate Fernández
Carlos Zárate Fernández (Puertollano, 19 de juliol del 1980) és un ciclista espanyol que fou professional entre el 2004 i el 2007. En el seu palmarès destaca una etapa de la Volta al País Basc del 2004.
El 2006 es va veure implicar en l'Operació Port de dopatge esportiu.

## Palmarès
- 2002
  - Vencedor d'una etapa de la Volta a Lleida.
- 2003
  - Vencedor de 2 etapes del Cinturó a Mallorca.
  - Vencedor d'una etapa de la Volta a la Corunya.
  - Vencedor d'una etapa de la Volta a Toledo.
- 2004
  - Vencedor d'una etapa de la Volta al País Basc.